# Hatlerdorf
Hatlerdorf (česky „Hatlerova ves“) je 2. městský obvod (okres) rakouského města Dornbirn ve spolkové zemi Vorarlbersko. Se svými 11 161 obyvateli je to druhý největší obvod v Dornbirnu z hlediska počtu obyvatel (stav k roku 2012). Geograficky se nachází v jižní části centrální sídelní oblasti Dornbirnu. Obyvatelé Hatlerdorfu jsou označováni jako Hatler (česky Hatlerští).

## Geografie
Hatlerdorf se táhne od řeky Dornbirner Ach na severovýchodě a úpatí hory Karren na jihovýchodě směrem k rovinám údolí Alpského Rýna. Na západě hraničí prostřednictvím mokřadu Ried s městskou oblastí trhové obce Lustenau a na jihu s hohenemskou městskou částí Unterklien.
Tok řeky Dornbirner Ach na severovýchodě obvodu odděluje Hatlerdorf od obvodů Markt a Oberdorf. Až do obvodní reformy z 18. ledna 1994 patřila celá dornbirnská sídelní oblast jižně od Dornbirner Ach do obvodu Hatlerdorf. V průběhu reformy byl od této oblasti oddělen samostatný obvod Schoren, který nyní tvoří pás podél Dornbirner Ach severozápadně od Hatlerdorfu. Hranice obvodu zde vede od Dornbirner Ach přes ulice Egeten - Bäumlegasse - Erlgrund skrz hustě zastavěnou obytnou oblast.

### Části obvodu
Historicky se oblast dnešního obvodu Hatlerdorf skládá z několika místních center s převážně venkovským osídlením. I dnes se tato stará centra částečně zachovala a umožňují tak obvod rozčleňovat na několik částí, i když v průběhu času došlu k jeho výraznému sloučení.
Starý Hatlerdorf
Původní centrum Hatlerdorfu se nachází asi dvě stě metrů západně od místa, kde dnes stojí hatlerský farní kostel. Staré šindelové domy ve stylu Rheintalhaus, které tvoří historické centrum Hatlerdorfu, jsou seskupeny kolem hatlerské kašny, která dodnes tvoří střed dlážděného náměstí. Až do počátku 20. století zde stálo vlastní četnické stanoviště a zelená plocha také dodnes označuje místo, kde byla postavena první kaple v Hatlerdorfu.
V létě roku 1992 byla dokončena revitalizace starého historického jádra Hatlerdorfu a veškerá průchozí doprava byla přesunuta na hlavní zemskou silnici. Původní centrum Hatlerdorfu nyní tvoří oblast mezi ulicemi Raiffeisenstrasse a Arlbergstrasse (zemská silnice L 190).
Mittelfeld
Mittelfeld (česky "Střední pole") původně označovalo střední část horního hatlerdorfského pole. V této oblasti, která se rozprostírá na východ od dnešní Arlbergstraße a přibližně v oblasti dnešního farního kostela sv. Leopolda a hatlerského hřbitova, byla v roce 1822 postavena obecná škola. Ta existuje dodnes pod názvem Volksschule Mittelfeld a je jednou ze tří obecných škol v obvodu Hatlerdorf. Několik starých statků je seskupeno kolem budovy školy na Mittelfeldstrasse a Mühlebacherstrasse, přičemž celá čtvrť se jinak vyznačuje klasickými rodinnými domy.
Mühlebach

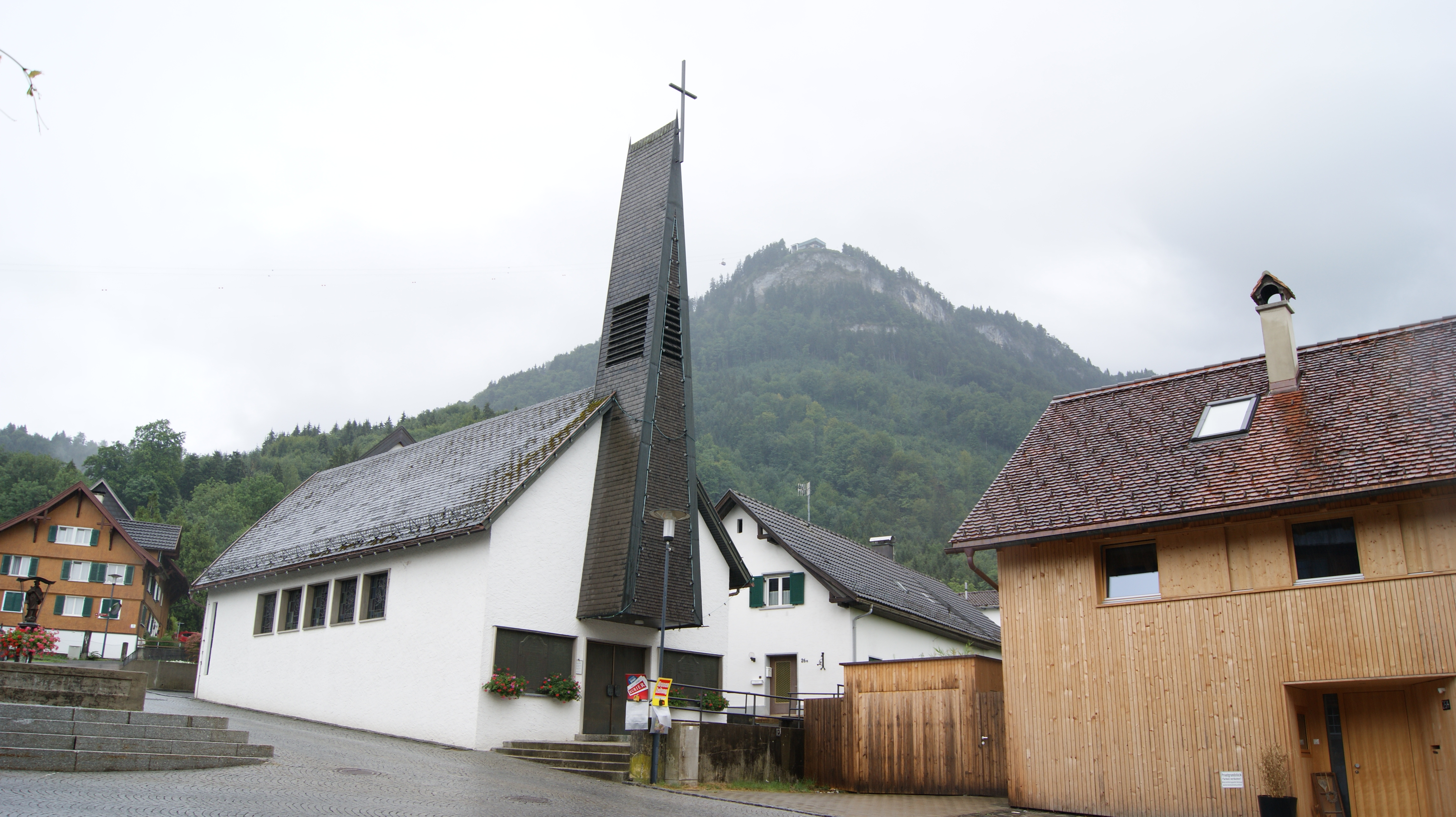
Kaple v Mühlebachu

Mühlebach (česky "Mlýnský potok") je mezi místními centry Hatlerdorfu výjimkou, protože jeho obyvatelé měli v rámci Hatlerdorfu vždy poměrně velkou míru nezávislosti. V Mühlebachu byla přibližně v 18. století otevřena vlastní škola a čtvrť má ve svém středu vlastní kapli. Geograficky je Mühlebach lehce vyvýšený na mírně stoupajícím svahu Brentenkopf na úpatí hory Karren.
K Mühlebachu patří i osada Bürgle (česky "Hrádeček"), nacházející se na stejnojmenném kopci nad ním, přičemž se traduje, že původně v okolí stál (pravděpodobně sigberský) hrad. Žádné historické doklady o existenci takového hradu v Mühlebachu nebo na Bürgle však dosud nebyly nalezeny. Jméno Mühlebach je poprvé zmíněno v listině roku 1318, lze tedy předpokládat, že voda z potoka byla již v té době využívána k provozování vodních mlýnů.
Achmühle
Oblast Achmühle (česky "Achšský mlýn") se od rozdělení na čtvrti v roce 1828 zpravidla dělí na Přední (Vorder) a Zadní (Hinter) Achmühle a zahrnuje severovýchodní část hatlerdorfské sídelní oblasti přímo na březích Dornbirner Ach. Zatímco Zadní Achmühle je na jižní, tedy hatlerdorfské straně řeky, Přední Achmühle oficiálně spadá do obvodu Oberdorf na druhé straně řeky. Ulice Hintere Achmühlerstraße se táhne od tzv. Křižovatky Kronen u Dornbirnské nemocnice jihovýchodně podél Dornbirner Ach až k Dannerskému mostu u stejnojmenného hostince Danner.
Wallenmahd
Wallenmahd je relativně mladá oblast a nachází se na úplném jihu Dornbirnu na hranici s městem Hohenems.

## Historie
Nejstarší archeologický doklad osídlení v oblasti dnešního města Dornbirn pochází právě z Hatlerdorfu. Oblast byla pravděpodobně poprvé osídlena v letech 550 až 650 Alamany, jak naznačuje nález alamanského hrobu v oblasti dnešní Mittelfeldstrasse. Domněnky, že tento hrob patří k rozsáhlejšímu pohřebišti, se zatím neprokázaly, ale podle historiků jsou pravděpodobné a naznačovaly by trvalé osídlení.
Feudální berní rejstřík sepsaný v roce 1431 za vlády Fridricha IV. Habsburského zatím nepoužívá pozdější rozdělení Dornbirnu na čtvrti. To se poprvé objevuje až na počátku 16. století v kontextu přidělování pastvin v mokřadu Ried. Zpočátku byly čtyři čtvrti Dornbirnu uváděny pod označením Niederdorf, Hatler, Oberdorf a Stiglinger. Čtvrť Niederdorf či Kirchdorfer, byla později označena jako „Vesnická čvtrť“, a v rámci reformy ze 27. dubna 1827 získala název Markt. Současně byly vytvořeny čtvrti Hatlerdorf, Oberdorf a Haselstauden (bývalý obvod Stiglinger), které zároveň kopírovaly expoziční hranice stejnojmenných farností.
Teprve v roce 1902 – rok poté, co byl Dornbirnu udělen statut města – byly Niederdorf (dnes Markt), Hatlerdorf, Oberdorf a Haselstauden oficiálně prohlášeny za čtyři obvody tohoto mladého města. Hatlerdorf byl dlouhou dobu nejlidnatějším obvodem Dornbirnu, v polovině 20. století však tuto roli převzal centrální obvod Markt. V roce 1994 se od Hatlerdorfu oddělily nově vzniklé sídelní oblasti na severozápadě a vznikl tak nový 6. městský obvod Schoren.

## Ekonomika a infrastruktura

### Ekonomika

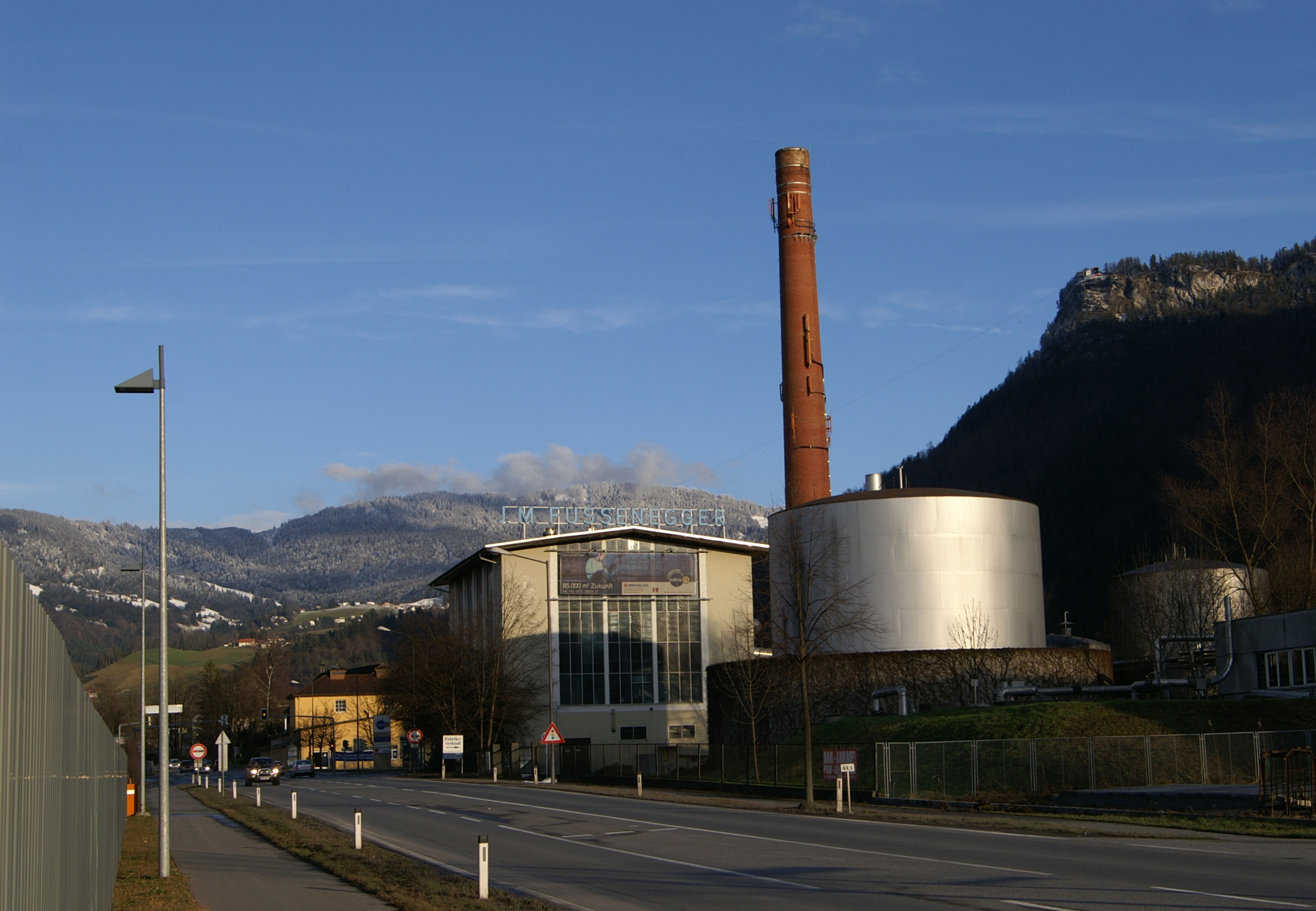
Tovární oblast ve Wallenmahdu

Dlouhou dobu byl obvod považován za převážně zemědělský. I přes poměrně vysoký počet obyvatel a s tím spojený městský rozvoj se v Hatlerdorfu dodnes zachovalo poměrně velké množství statků. Během (pozdní) industrializace, která začala ve Vorarlbersku jako celku a zejména v Dornbirnu v polovině 19. století, se však velké dornbirnské textilní podniky usadily i na jižním okraji obvodu (hlavně v části Wallenmahd). Dnes jsou v Hatlerdorfu pobočky mnoha větších společností, jako jsou Zumtobel Group AG, vorarlberská centrála společnosti SPAR, výrobce armatur Blum, výrobce pečiva Ölz, textilní společnost J. M. Fußenegger nebo ocelárna EHG.

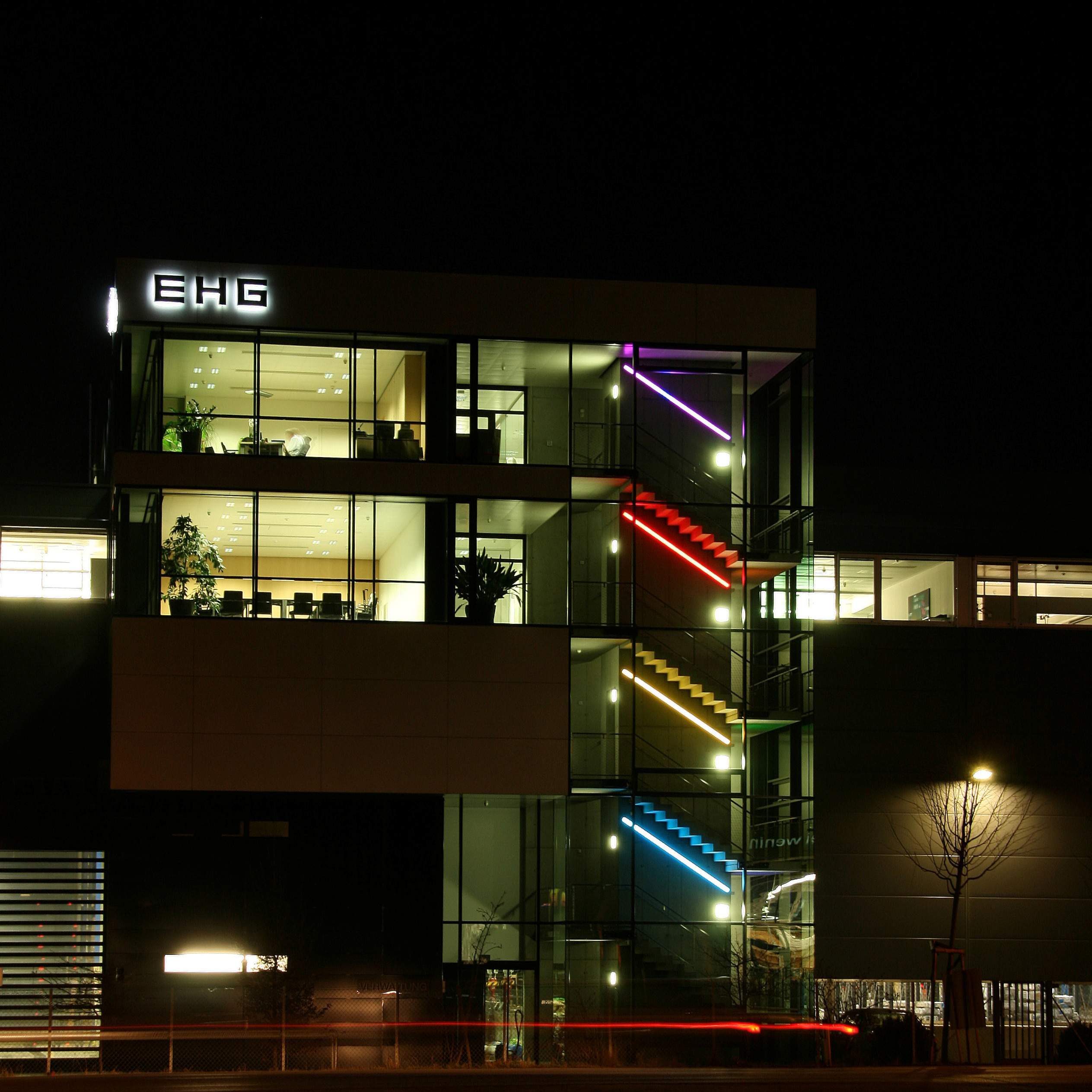
Sídlo ocelárny EHG

V centru obvodu jsou pobočky několika bank (Dornbirnská Spořitelna, Raiffeisenbank Dornbirn (do konce 20. století nezávislá Raiffeisenbank Hatlerdorf) a Volksbank, dále lékárna a supermarket SPAR. Podél hlavní dopravní tepny, zemské silnice L 190, se v oblasti Wallenmahd nachází pobočky Billy a Hoferu. Část Mühlebach je z větší části pokryta místními malými dodavateli. V obvodu se také nachází městská nemocnice Dornbirn a Pečovatelský dům Lustenauerstraße.

### Vzdělání
Hatlerdorf má vysokou hustotu škol. V obvodu jsou celkem tři obecné školy (Volksschule) - (VS Mittelfeld, VS Leopoldstraße a VS Wallenmahd), s 416 žáky ve školním roce 2013/14. Dvě z pěti středních škol (Mittelschule) v Dornbirnu (MS Baumgarten a MS Lustenauerstraße) se rovněž nacházejí v Hatlerdorfu a ve školním roce 2013/14 je navštěvovalo 393 studentů. Na obě střední školy je navíc stavebně napojena jediná polytechnická škola ve správním obvodu Dornbirn, kterou ve školním roce 2013/14 navštěvovalo 237 studentů. Město Dornbirn navíc v obvodu provozuje čtyři mateřské školy (Kindergarten) - (KG Leopoldstraße, KG Mittelfeld, KG Niederbahn a KG Wallenmahd), ve kterých bylo v mateřském roce 2013/14 pečováno celkem o 234 dětí.

### Doprava
Zemská silnice L 190, nazývaná Vorarlberská silnice, prochází přímo skrz obvod a je proto také hlavní dopravní tepnou pro soukromou dopravu. Krátce před hranicí s 1. obvodem z ní odbočuje důležitá ulice Lustenauer Straße (L 204). Přes území obvodu také prochází dálnice A 14, svého vlastního sjezdu se ale Hatlerdorf dočkal až začátkem roku 2022. Do té doby sloužily pro nejbližší napojení Hatlerdorfu sjezdy č. 18 – Dornbirn Süd (obvod Schoren) a č. 23 – Hohenems. V prostoru podjezdu silnice L 45 Schmitternstraße pod dálnicí tak vzniklo nové napojení, které v souvislosti s rozšířením L 45 slouží zejména k napojení provozních oblastí ve Wallenmahdu na hlavní dálniční síť Rakouska. Nově vzniklý sjezd č. 21 dostal jméno Dornbirn-Süd, zatímco sjezd č. 18 byl přejmenován na Dornbirn West. Náklady na stavbu činily 42 milionů eur. Stavba byla oficiálně uvedena do provozu 25. února 2022.
Již od otevření železniční trati Lindau–Bludenz v roce 1872 má Hatlerdorf vlastní zastávku, kterou přes den každou půlhodinu obsluhují regionální vlaky a vlaky vorarlberské S-Bahn. Hatlerdorf je také dobře napojen na městskou autobusovou síť Dornbirnu: Autobusové linky 2, 3 a 8 jezdí pravidelně na různých trasách skrz obvod. Obyvatelé také mohou využívat zemské veřejné autobusy jezdící přes Hatlerdorf na hlavních dopravních tazích Vorarlberské silnice a Lustenauer Strasse.

### Kultura a architektura
Městský farní kostel sv. Leopolda

Tento novorománský kostel byl postaven v Hatlerdorfu v letech 1860 až 1866 podle plánů bavorského dvorního stavebního inspektora Eduarda von Riedela. V roce 1977 proběhla renovace exteriéru kostela. Menší renovace vnějšího soklu se kostel dočkal také v letech 2019-2020.

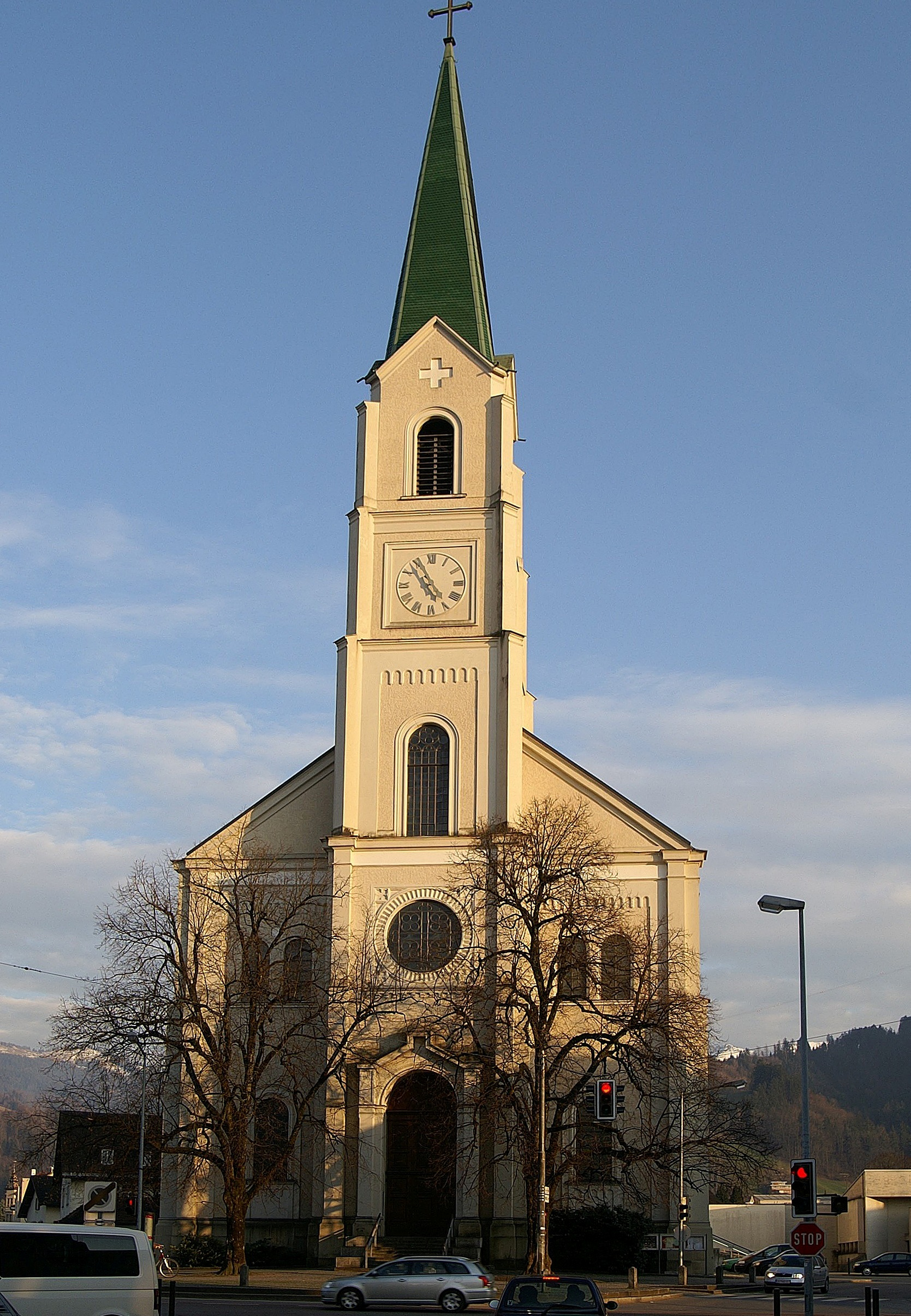
Vnější pohled na farní kostel sv. Leopolda
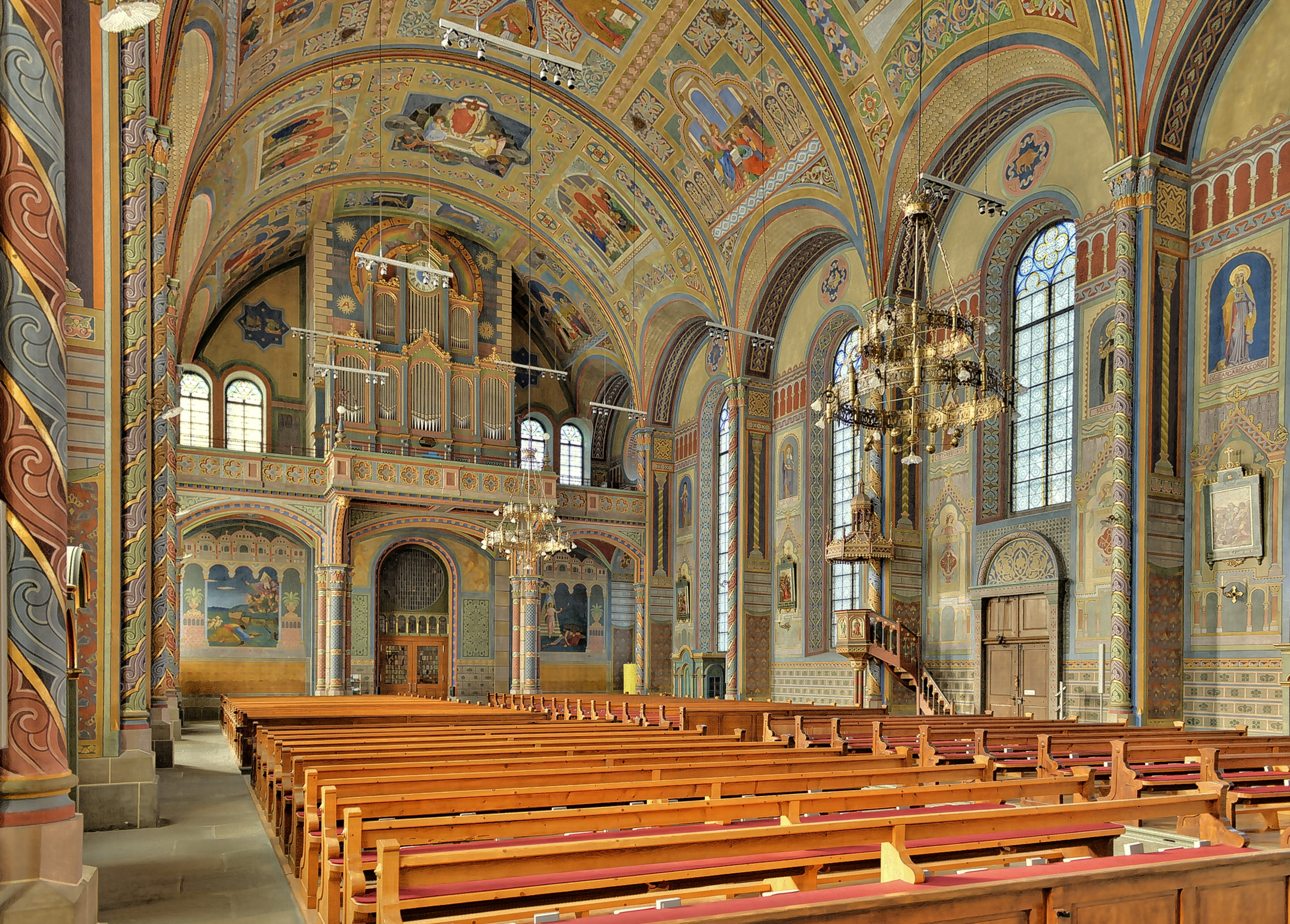
Vnitřní pohled s varhanami
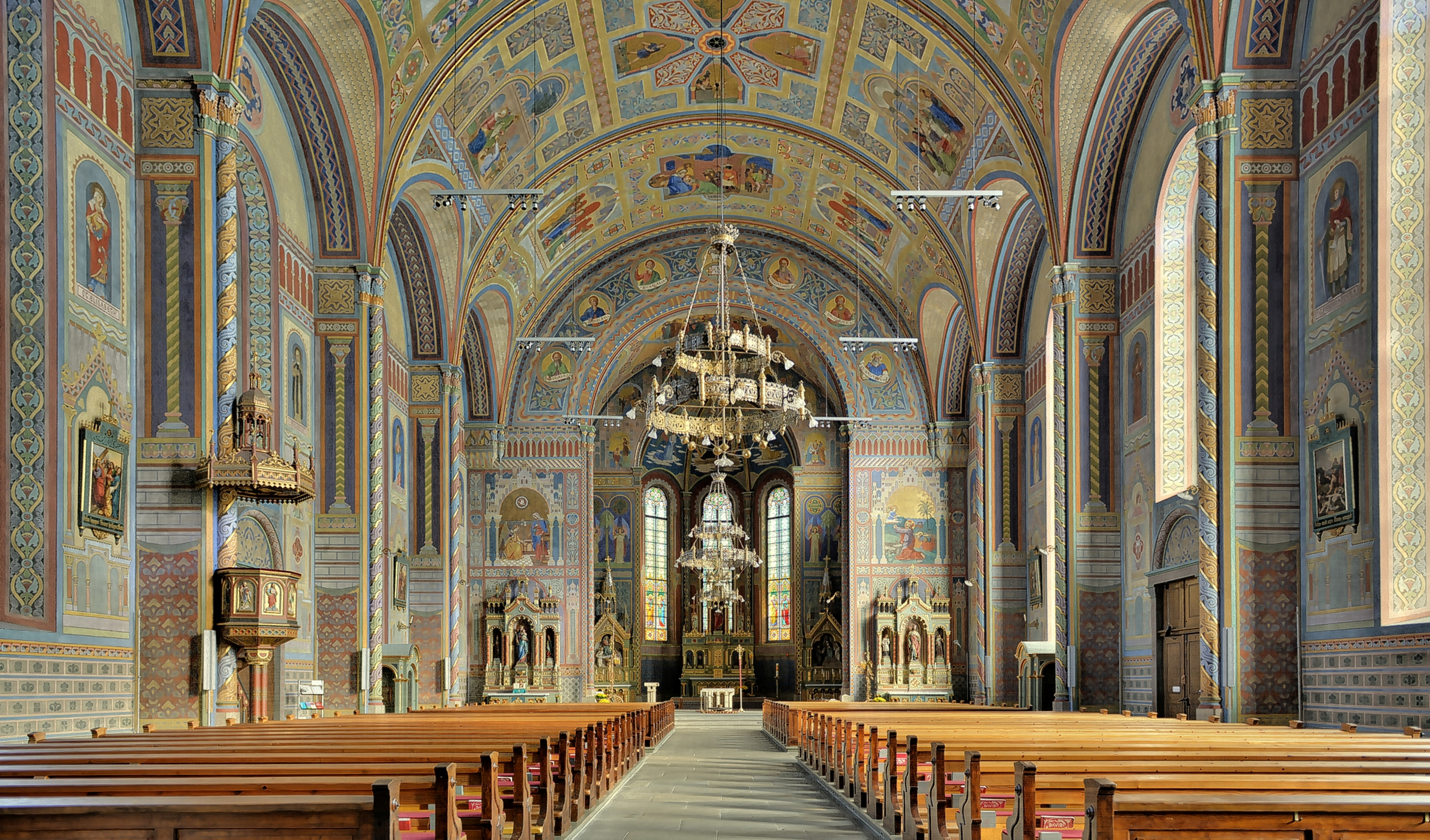
Pohled od vchodu s oltářem